# Neersteind
Neersteind is een buurtschap in de Gelderse gemeente Druten.
Neersteind ligt even ten westen van Horssen. Voor de gemeentelijke indeling behoorde het tot de gemeente Horssen. Samen met Horssen kwam het bij Druten, Bergharen kwam bij de gemeente Wijchen.